# Збоїська (Кросненський повіт)
Збоїська (пол. Zboiska) — село у Польщі, у гміні Дукля Кросненського повіту Підкарпатського воєводства.
Населення — 408 осіб (2011).

## Географія
Розташоване за 3 км від Дуклі у долині річки Ясьолки.

## Історія
У 1975—1998 роках село належало до Кросненського воєводства.

## Демографія
Демографічна структура станом на 31 березня 2011 року:
|          | Загалом | Допрацездатний вік | Працездатний вік | Постпрацездатний вік |
| -------- | ------- | ------------------ | ---------------- | -------------------- |
| Чоловіки | 204     | 51                 | 130              | 23                   |
| Жінки    | 204     | 44                 | 120              | 40                   |
| Разом    | 408     | 95                 | 250              | 63                   |